# Paragould
Paragould é uma cidade localizada no estado americano de Arkansas, no Condado de Greene.

## Demografia
Segundo o censo americano de 2000, a sua população era de 22.017 habitantes.
Em 2006, foi estimada uma população de 24.248, um aumento de 2231 (10.1%).

## Geografia
De acordo com o United States Census Bureau, a localidade tem uma área de 80,2 km², dos quais 79,8 km² cobertos por terra e 0,4 km² cobertos por água.

## Localidades na vizinhança
O diagrama seguinte representa as localidades num raio de 24 km ao redor de Paragould.